# الاتفاق على الأهداف
الاتفاق على الأهداف هو اتفاق بشأن الأهداف التي يتعين على الموظف تحقيقها. إنها تقنية تحفيزية وتستخدم بشكل قياسي في الخدمة الميدانية وفي عمل المشروع ولكن أيضا في مجالات أخرى. إلى جانب التجارة والصناعة يتم استخدامه أيضا بشكل متزايد في الإدارة العامة.

## أصول الأداة
الاتفاق على الأهداف هو أداة للقيادة والتي تعود إلى تدريس الإدارة بالأهداف. الإدارة بالأهداف في هذا السياق تعني الحفاظ على الموظفين بالأهداف. تعطي فلسفة الشركة الدافع لصياغة الأهداف الإستراتيجية والتي بدورها تقوم بترجمة أهداف الموظف إلى أهداف تشغيلية. أهداف المستوى الأعلى من التسلسل الهرمي هي التوجه طويل المدى ومواءمة أهداف الشركة. كلما كانت الأهداف منخفضة في التسلسل الهرمي كلما كانت قصيرة المدى وأكثر تحديدا. تجدر الإشارة هنا إلى أن كل نوع مستهدف بناء على الهدف الأساسي يجب أن يكون ضمان عمل الشركة ككل هادف.

## الإدماج في نظام التعويضات
الاتفاقات المستهدفة هي أداة لإدارة شؤون الموظفين الحديثة في شكل تعويضات متغيرة قائمة على الأداء مصنفة كرسوم مستمرة.

## التعريف القانوني
اتفاق بين أصحاب العمل والموظف حيث يتم الاتفاق على الأهداف الدورية المتعلقة بالموظف الفرد مع التعويض اعتمادا على درجة تحقيق الهدف.

## تعريف الأعمال
من الناحية الاقتصادية يتم الاتفاق على الترتيبات على هدف حتى وقت معين يتم تنفيذه والذي يتم إجراؤه عمليا في سياق مقابلات التقييم.

## الحدود

### الأهداف
يتم الاتفاق على الاتفاقات المستهدفة بين طرفين ومع ذلك يتم تحديد الأهداف من جانب واحد من قبل صاحب العمل كجزء من حقوق الإدارة الخاصة به.

### العمولة
تحتوي كل من العمولة والاتفاق على الأهداف على أجر أداء متغير يتم دفعه بالإضافة إلى راتب ثابت. كتعويض مرتبط بالأداء الفردي من اللجنة يتم توفير تعويض للموظفين الذين لا يتم استخدامهم أو لا يتم استخدامهم بشكل أساسي في المبيعات أو في أي حالة لا تكون في المقام الأول عبارة عن أداء متعلق بالإيرادات أو الأرباح. إذا أخذ صاحب العمل هدفا من تحقيقه فقط العمولة المدفوعة فهذه مسألة اتفاق على الأهداف.

### العلاوة
بالاتفاق على المكافأة يشارك الموظفون بنسبة مئوية معينة من النجاح الاقتصادي للشركة. إنها رسوم نجاح وهي مستقلة عن مساهمة الموظف في نجاح الشركة. في المقابل يجب أن تحدد الاتفاقات المستهدفة الأهداف التي يجب الوصول إليها والتأثر بالموظف لمساعدته. لا يزال يحدث في نهاية السنة المالية لتقييم أداء الموظف الذي سيتقرر بموجبه سواء تم تحقيق الأهداف أم لا. إذا كان الأمر يتعلق فقط بأداء مبيعات الشركة والذي لا يتأثر كثيرا بالموظف فهذه مكافأة.

## أهداف الاتفاق حسب نظام الأهداف
بشكل أساسي لكي تتوافق مع الأهداف المتفق عليها يتم تحقيق الأهداف الفردية للموظفين مع أهداف الشركة وبالتالي زيادة كفاءة الشركة. يمكن للاتفاقيات المتعلقة بالأهداف أن توجه نفسها نحو أداء الموظف الفردي أو المجموعة (الهدف الفردي) ونجاح الشركة (أهداف الشركة). يمكن لصاحب العمل مراقبة تنفيذ التعليقات المستمرة في عملية الاتفاقية المستهدفة والاستمرار في مستوى أداء العامل الفردي والتأثير من خلال التدريب المستمر. لذلك فهو تقييم الموظف وهو أيضا ذو أهمية كبيرة في مجال تطوير الموظفين. تسمح الاتفاقيات المتعلقة بالأهداف للشركة بمواصلة العمل المرن وتوفير تعويض حافز إضافي للأداء الإضافي للموظف. ومع ذلك يُمنح الموظف الفرصة لكسب دفعة إضافية على سبيل المثال في شكل قسط سنوي.

## عملية تحديد الهدف
عادة ما تكون عملية تحديد الهدف معقدة للغاية وتختلف من شركة إلى أخرى في الممارسة العملية. يمكن استخلاص النقاط الرئيسية التالية:

### الأداة 1
يتم ترتيب الاتفاقات على الأهداف مرة واحدة في السنة وعادة ما يتم اتخاذها في بداية سنة العمل. يجب صياغة الأهداف المحددة بوضوح والاتفاق عليها. تتطلب عملية تحديد الهدف بأكملها أن يفهم الموظفون الأهداف ويقبلونها. بشكل عام لأسباب تتعلق بالوضوح والجدوى لم يتم الاتفاق على أكثر من ستة أهداف. غالبا ما تكون ثلاثة إلى خمسة أهداف ميدانية مرتبطة بالعمل مرتبطة بهدف تطوير شخصي (هدف سهل). ينبغي الاستمرار في صياغة الأهداف الذكية. يجب أن يكونوا:
- محدد: وصف مفصل للحالة المطلوبة (ويمكن فهمه بسهولة)
- قابلة للقياس: تحديد المعايير التي يمكن من خلالها التحقق من النجاح (نوعي وكمي)
- جذاب: متأثرة نشطة ويمكن الوصول إليها. تحدث الأهداف في منطقة مسؤولية الموظف ولا تعتمد بشكل أساسي على معايير خارجية غير قابلة للتكوين.
- ذو صلة: واقعي من حيث أهداف الشركة
- منتهي: تحديد التاريخ المستهدف لتحقيق استكمال الشروط الموضوعية.

### الأداة 2
خلال الربع الثاني أو الثالث غالبا ما يتم عقد اجتماع هام حيث يتم تقديم ملاحظات قصيرة حول مستوى الإنجاز الحالي.

### الأداة 3
في نهاية الفترة المتفق عليها تحدث محادثة النتيجة المستهدفة حيث يتم العثور على تحقيق الأهداف التي تم تحديدها من خلال المقارنة النظرية الفعلية.

### الأداة 4
بيان الهدف النهائي يحدث في الربع الأول بعد انتهاء الفترة المستهدفة المتفق عليها.

### الأداة 5
لتقييم الهدف يمكن استخدام طرق مختلفة. أداة فعالة هي بطاقة الأداء المتوازن. من المهم في تحقيق مراقبة الأهداف أنها شفافة للموظف ويُنظر إليها على أنها عادلة.

## فرص ومخاطر الأهداف المتفق عليها للشركة
بالنسبة للشركة يؤدي وضع الاتفاقيات على الأهداف إلى توفير الوقت في عملية الأعمال. الاتفاق على الأهداف الكلية والجزئية يتجنب الازدواجية ويساعد على تنسيق العمليات والمهام. علاوة على ذلك يمكن تقصير ضبط العمليات التجارية اليومية من خلال قواعد واضحة وأولويات مجال عرض الموظفين.
تؤدي المحادثات المتعلقة بالاتفاقيات المتعلقة بالأهداف إلى اتفاق يُطلع الموظف على الأسباب والخلفيات فضلا عن ظروف مهمة العمل وبالتالي مواجهة المشكلات بشكل مستقل وهادف. يتم تقصير أوقات التحكم للمديرين التنفيذيين. علاوة على ذلك يتم تشجيع الموظفين على الشعور بمسؤولية أكبر عن نتائج أنشطتهم. تعمل الاتفاقات على الأهداف على زيادة تعريف الموظف بمحتوى العمل والشركة مما يؤدي أيضا إلى تحسين أداء الموظف وبالتالي زيادة كفاءة الشركة.
يتم تبسيط تقييم الموظف من خلال الأهداف المحددة جيدا والتي تساعد أيضا صاحب العمل في عملية الفصل من الملكية لأن متوسط الأداء يتم تحديده أو الاتفاق عليه مع الموظف. لذلك يمكن أن يتفاقم مقياس الإنهاء على حساب الموظف. علاوة على ذلك يتم تخفيف السيطرة على الموظفين من خلال الاتفاق على أهداف محددة بدقة.
المخاطر التي يشكلها التطور المحتمل لنطاق محسن: الأنانية. غالبا ما يتم وضع المصلحة الشخصية قبل المصلحة العامة بحيث يوافق الموظفون القادرون على مساعدة المجموعة على تحقيق الأهداف.
تنعكس احتمالية التضارب المتزايدة في تقييم تحقيق الهدف لا سيما عندما تكون الأهداف غير واضحة وتأتي الفواتير المعقدة من خلال التصميم المعقد لنظام الاتفاقية المستهدفة في الجانب المقابل للشركة.

## الفرص والمخاطر للموظفين
بالنسبة للموظفين تؤدي الاتفاقات المتعلقة بالأهداف إلى توجيه واضح لأهداف الشركة ومجال عملهم وتوجيه واضح لنوع المساهمة أو الإنجاز المتوقع من الشركة. وبالتالي فإن الموظفين يشاركون بنشاط في تحديد أهداف الشركة. أيضا يتم توسيع نطاق الإبداع والاستقلالية ليشمل الموظف.
معايير التقييم لتحقيق الهدف أكثر شفافية ويتم أخذ أهداف التنمية الشخصية للموظف على محمل الجد داخل الشركة. تقوم التعليقات الواردة من المشرف بإعلام الموظف بنقاط القوة والضعف لديه على أساس معقول. كجزء من مناقشات تحديد الأهداف يمكن للموظفين التعبير عن مخاوفهم ورغباتهم وتقديم ملاحظات للمشرف. يتعرف الموظفون على أهدافهم باتفاق الشراكة والتي بدورها تؤثر على بيئة العمل بشكل إيجابي. علاوة على ذلك لدى الموظف فرصة لتحقيق ربح أعلى من المتوسط.
عيب الموظف هو خطر فقدان مكافأة الاتفاق بالأهداف إذا فشل في الوصول إلى الهدف.
يرتبط التقديم والتنفيذ المستدام لنظام الاتفاق المستهدف بنفقات عالية. يجب تحديد أهداف الإطار ويجب تطوير نهج شامل خاص بالشركة. يجب إبلاغ الموظفين والمشاركة. حتى المديرين والمجلس قد يحتاجون إلى إبلاغهم والمشاركة في العملية. علاوة على ذلك يجب تدريب المديرين من حيث مسؤولياتهم الجديدة. لذلك لا يتطلب الأمر الكثير من رأس المال فحسب بل يتطلب أيضا موارد وقتية هائلة لإنشاء نظام اتفاقية مستهدف ومستدام.
قد يكون إدخال نظام مثل الاتفاقات على الأهداف مجديا فقط إذا تم تعويض النفقات من خلال الزيادة الكبيرة في أداء الموظفين.